# Liste der Stolpersteine in Gelsenkirchen

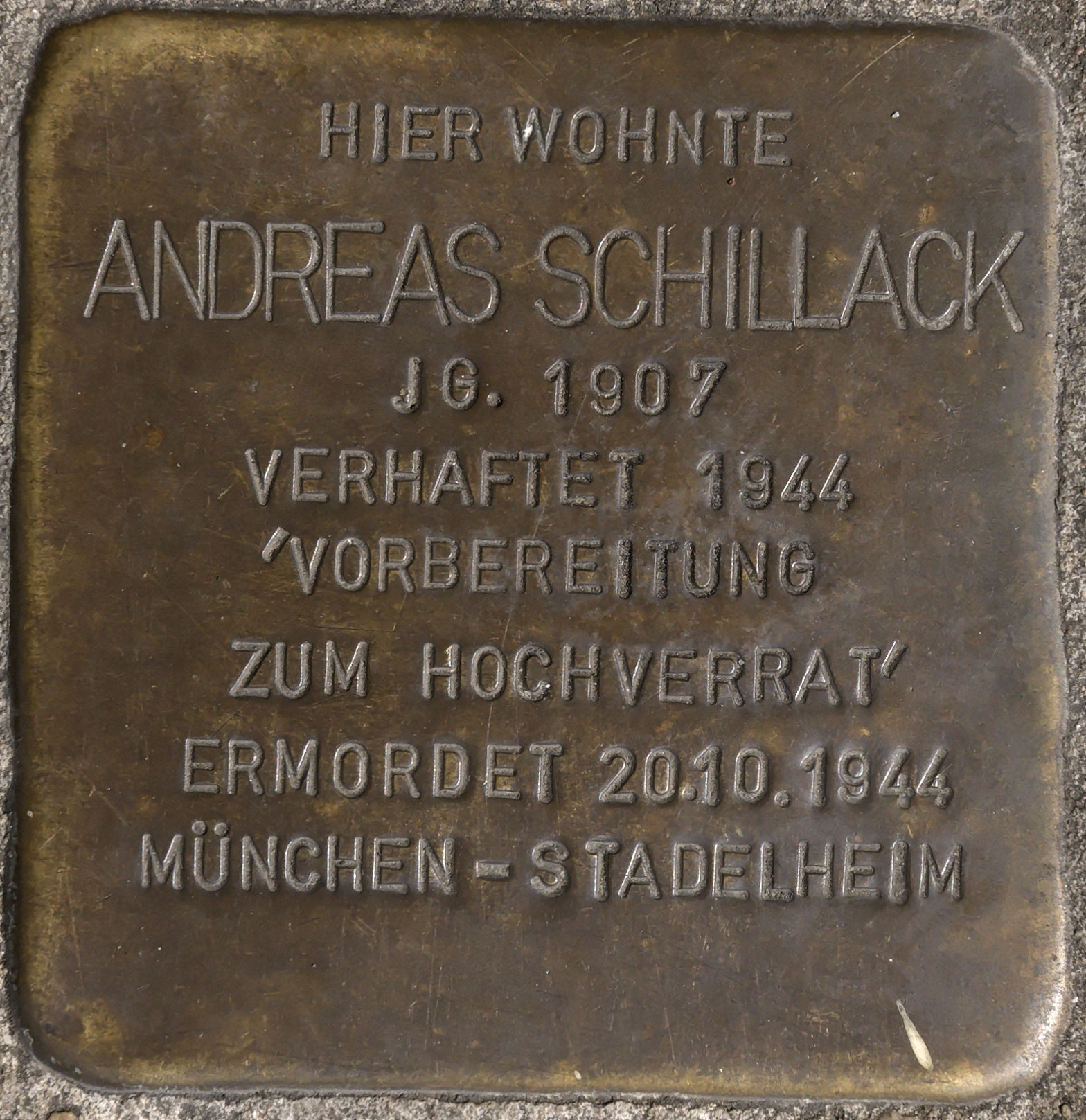
Stolperstein für Andreas Schillack

Die Liste der Stolpersteine in Gelsenkirchen enthält Stolpersteine, die im Rahmen des gleichnamigen Kunst-Projekts von Gunter Demnig in Gelsenkirchen verlegt wurden. Mit ihnen soll an Opfer des Nationalsozialismus erinnert werden, die in Gelsenkirchen lebten und wirkten.

## Die Listen im Überblick
Die Liste der Stolpersteine in Gelsenkirchen wurde wegen ihrer Größe in die einzelnen Stadtteile aufgeteilt:
- Liste der Stolpersteine in Gelsenkirchen-West (Horst, Beckhausen)
- Liste der Stolpersteine in Gelsenkirchen-Ost (Erle, Resse, Resser Mark)
- Liste der Stolpersteine in Gelsenkirchen-Nord (Buer, Scholven, Hassel)
- Liste der Stolpersteine in Gelsenkirchen-Süd (Neustadt, Ückendorf, Rotthausen)
- Liste der Stolpersteine in Gelsenkirchen-Mitte (Altstadt, Bismarck, Schalke, Schalke-Nord, Bulmke-Hüllen, Feldmark, Heßler)